# Pienza
Pienza é uma comuna italiana da região da Toscana, província de Siena, com cerca de 2.231 habitantes. Estende-se por uma área de 122 km², tendo uma densidade populacional de 18 hab/km². Faz fronteira com Castiglione d'Orcia, Chianciano Terme, Montepulciano, Radicofani, San Giovanni d'Asso, San Quirico d'Orcia, Sarteano, Torrita di Siena, Trequanda.

## Patrimônio Mundial
Em 1996 o centro histórico de Pienza foi inscrito como Patrimônio Mundial da UNESCO pela sua importância arquitetônica, nos estilos Renascentista e Gótico.

## Demografia
| Variação demográfica do município entre 1861 e 2011                               |
|                                                                                   |
| Fonte: Istituto Nazionale di Statistica (ISTAT) - Elaboração gráfica da Wikipedia |